# Lucio Wagner
Lúcio Wagner Freitas da Souza (ur. 15 czerwca 1976 roku w Rio de Janeiro) – brazylijski piłkarz z bułgarskim paszportem, grający na pozycji lewego obrońcy lub pomocnika.
Jest wychowankiem klubu Nautico Capibaribe Recife. Przez kilka sezonów grał w brazylijskich klubach niższych lig, po czym w wieku dwudziestu lat wyjechał na Półwysep Iberyjski; początkowo terminował w składach klubów portugalskich (FC Alverki i Benfiki Lizbona), a sezon 1997–1998 spędził w grającej w hiszpańskiej Segunda División Sevilli FC. Łącznie w barwach tych trzech klubów rozegrał zaledwie trzynaście meczów. Po nieudanej przygodzie z futbolem europejskim powrócił do ojczyzny, gdzie najdłużej związał się z klubami z São Paulo – Juventusem i Botafogo. W 2002 roku postanowił po raz drugi spróbować sił na Starym Kontynencie, lecz tym razem w innej jego części – na Bałkanach, w Bułgarii. Dobre występy w Czerno More Warna zaowocowały transferem do Lewskiego Sofia, z którym następnie zdobył trzy tytuły mistrza kraju oraz dotarł do ćwierćfinału Pucharu UEFA i wziął udział w Lidze Mistrzów.
Udana gra w lidze bułgarskiej i mocna pozycja w jedenastce Lewskiego sprawiły, że selekcjoner reprezentacji Bułgarii Christo Stoiczkow zaproponował mu grę w kadrze. Lucio Wagner zadebiutował w niej w maju 2006 roku w towarzyskim meczu z Japonią. Od tej pory regularnie występował w pierwszym składzie. Był podstawowym graczem drużyny walczącej o udział w Euro 2008 i Mundialu 2010.
Po meczu eliminacji do Mundialu 2010 z Włochami, rozegranym jesienią 2008 roku, ogłosił zakończenie reprezentacyjnej kariery.

## Sukcesy piłkarskie
- mistrzostwo Bułgarii 2006 2007 i 2009, Puchar Bułgarii 2007, ćwierćfinał Pucharu UEFA 2005–2006 oraz start w Lidze Mistrzów 2006–2007 z Lewskim Sofia